# Jane Eyre
Jane Eyre är en roman utgiven 1847 i två delar, skriven av Charlotte Brontë under pseudonymen Currer Bell. Boken blev en omedelbar succé och fick mycket god kritik, bland annat av William Thackeray, som Brontë dedicerade bokens andra utgåva till. Första svenska översättningen utkom 1850.
Jane Eyre är en av den brittiska litteraturens stora klassiker och skildrar en föräldralös prästdotters uppväxt och liv som kvinna. Av central betydelse är huvudpersonens försök att skapa en självständighet som möter motstånd i samhället, i religionen men även i henne själv då hon träffar mannen i sitt liv, Mr Rochester på Thornfield, som fastän han är hennes kärlek förblir en främling. Till slut ingår hon likväl äktenskap med Mr Rochester (Reader, I married him – den klassiska meningen i Jane Eyre). Romanen har tydliga drag av gotisk roman i Ann Radcliffes anda, men den utgör även ett första steg mot realismen och viktorianismen. 

## Handling
Boken beskriver i jagform en flicka som, när hon var väldigt liten, förlorade båda sina föräldrar. Jane tvingas bo hos sin morbror och hans elaka fru, Mrs Reed, och får en kärlekslös uppväxt. Hon blir så småningom mer eller mindre utkastad från det hus där hon behandlats sämre än tjänarna och skickad till en skola för fattiga. Skolan förestås av en mycket inskränkt och snål präst, Mr Brocklehurst, som nära nog låter flickorna svälta. De svåra förhållandena avslöjas efter en omfattande sjukdomsperiod med flera dödsfall, allt blir till det bättre och Jane stannar kvar i flera år och blir till slut lärare. 
Slutligen känner Jane att inget håller henne kvar. Hon vill lämna skolans numera trista vardagsmiljö – den har inte längre någonting att ge henne – för att komma ut i världen. Jane söker tjänst som guvernant genom att sätta in en annons och får ganska snart ett svar från en kvinna, Mrs Fairfax, som vill anställa henne som privatlärare åt en liten flicka. Jane åtar sig tjänsten och det är i det huset hon kommer i kontakt med Mr Rochester, mannen som hon så småningom kommer att både älska och bli älskad av. De kommer varandra närmare och närmare och till slut friar han till henne. Hon tackar ja, men då dagen för bröllopet kommer, visar det sig att Rochester redan har en hustru, en galen kvinna som han länge hållit inlåst. Han hävdar att hon är sinnessjuk och att han blev lurad att gifta sig med henne. Jane blir förkrossad och rymmer.
Tidigt på morgonen beger sig Jane iväg från Thornfield. Hon kliver på diligensen och åker så långt de små besparingar hon har kan ta henne, vilket visar sig vara en vägkorsning långt ute på heden. I dagar driver hon omkring tills hon kommer till en stad där ingen vill ta emot henne. Det enda hon får att äta är lite bröd av en bonde och en portion gröt som var tänkt åt grisarna. Ingen vill ta sig an henne. Då hennes krafter är slut och döden står för dörren kommer hon till ett hus. Även här stängs dörren för hennes ansikte, men då husets herre kommer hem släpps hon genast in i huset. Hon får lite att äta och sedan en säng att vila ut i.
Jane återhämtar sig och får av prästen, Mr Rivers, den man som förbarmat sig över henne, ett erbjudande om att bygga upp en skola för flickor. Hon finner sig till rätta och med tiden visar det sig att prästen och hans båda systrar är Janes kusiner. Deras gemensamme släkting avlider och testamenterar hela sin förmögenhet till Jane. Hon väljer dock att dela denna i fyra lika delar. 
Mr Rivers friar till Jane och vill att hon ska följa med honom till Indien där han ämnar bli missionär. Jane vägrar och hon söker åter kontakt med Mr Rochester. Hon finner att han har, i en brand orsakad av hans galna hustru som nu är död, förlorat en hand och blivit blind. Detta minskar dock inte Janes kärlek till sin forne arbetsgivare utan de gifter sig och till dess att deras förstfödde läggs i sin fars armar har Mr Rochester återfått synen på ena ögat.

## Huvudpersoner
- Jane Eyre, föräldralös flicka som blir guvernant på Thornfield Hall.
- Mrs. Sarah Reed, Janes svekfulla ingifta moster som behandlar henne illa och överger henne
- Mr. Brocklehurst, präst och styresman för Lowood School som missköter sina elever
- Helen Burns, plågad flicka med ett stort hjärta, Janes bästa vän på Lowood School
- Edward Fairfax Rochester, herren på Thornfield Hall
- Mrs. Alice Fairfax, gammal änka och husföreståndarinnan på Thornfield Hall
- Grace Poole, mystisk tjänare på Thornfield Hall
- St. John Eyre Rivers, en präst som blir vän med Jane

## Filmatiseringar i urval
Boken har filmatiserats för bio och TV ett tjugotal gånger, den första 1910 och den senaste 2011. 
- Jane Eyre (1921) – Amerikansk film i regi av Hugo Ballin med Norman Trevor och Mabel Ballin i huvudrollerna
- Jane Eyre (1934) – Amerikansk film i regi av Christy Cabanne med Colin Clive och Virginia Bruce i huvudrollerna
- Jane Eyre (1943) – Amerikansk film i regi av Robert Stevenson med Joan Fontaine och Orson Welles i huvudrollerna
- Jane Eyre (1970) – TV-film i regi av Delbert Mann med Susannah York och George C. Scott i huvudrollerna
- Jane Eyre (1973) – TV-serie i fem delar gjord av BBC, i regi av Joan Craft, med Sorcha Cusack och Michael Jayston i huvudrollerna
- Jane Eyre (1983) – TV-serie i elva delar gjord av BBC, i regi av Julian Amyes, med Zelah Clarke och Timothy Dalton i huvudrollerna
- Jane Eyre (1996) – Film i regi av Franco Zeffirelli med Charlotte Gainsbourg och William Hurt i huvudrollerna. Anna Paquin gör Jane Eyre som barn
- Jane Eyre (1997) – TV-film i regi av Robert Young med Samantha Morton och Ciarán Hinds i huvudrollerna
- Jane Eyre (2006) – TV-serie i fyra delar gjord av BBC, i regi av Susanna White, med Ruth Wilson och Toby Stephens i huvudrollerna
- Jane Eyre (2011) – Brittisk film i regi av Cary Fukunaga med  Mia Wasikowska och Michael Fassbender i huvudrollerna